# اوما دوی بادی
اوما دوی بادی (انگلیسی: Uma Devi Badi؛ زادهٔ ۱۹۶۵) فعال حقوق بشر و سیاستمدار اهل نپال است. یکی از اعضای مجلس استانی پرادش در استان نپال است که در سال ۲۰۱۷ انتخاب شد. او یک فعال حقوق بشر و رهبر حزب خلق بدی است که به‌طور فعال از به رسمیت شناختن حقوق جامعه خود دفاع می‌کند، از جمله پایان دادن به فحشا، مالکیت زمین و شهروندان معترض.
وی همچنین برندهٔ جوایزی همچون ۱۰۰ زن بی‌بی‌سی شده‌است.

## زندگی‌نامه
اوما دوی بادی در سال ۱۹۶۵ در ناپا گون در نپال به دنیا آمد. او از سنین جوانی زندگی قربانی تبعیض جنسی شد و به این زندگی به عنوان تنها شغلی که برای زنان در آن زمان در دسترس بود روی آورد.در سن ۲۱ سالگی با پرم باتا که اهل (برهمین) بود ازدواج کرد. ازدواج طبقاتی این دو در آن زمان یک رسوایی ایجاد کرد، زیرا طبقه بادی یکی از پایین‌ترین طبقات جامعه در نپال محسوب می‌شدند و طرد شده تلقی می‌شدند. بادی فرزندی ندارد، اما به جای آن دوتا از پسرهای خواهرش را بزرگ کرده‌است.

## فعالیت‌ها
اوما دوی بادی حاضر نشد تا به انتظاراتی که در جامعه نسبت به جنس مخالف وجود داشت پاسخ دهد و او تحت عنوان خودفروش از زندان فرار کرد تا بتواند با تلاش به برای جامعه خود مفید بوده و فرصت‌های بهتری را برای آینده خود فراهم کند. در سن ۴۰سالگی، با حمایت مؤسسه اقدام ضروری، او رهبر گروه پشتیبانی گروه محلی سازمان محلی شد و یک خوابگاه برای ۲۵پسر و دختران جامعه بادی در یک ملک اجاره ای در تای‌پور در نپال غربی ایجاد کرد. با کمک به کودکان به آنها امکان اقامت داده شد تا به مدرسه محلی فرستاده شوند و بعد از مدرسه با کسب مهارت‌های سواد آموزی و مهارت‌های حسابداری به بازار کار راه پیدا کنند. موفقیت این پروژه منجر به ایجاد طرح بزرگتری شد که در حال حاضر در حال ساخت است و هدف آن میزبانی بیش از ۱۰۰کودک است.